# Yūya Tsuboi
Yūya Tsuboi (japanisch 坪井 湧也 Tsuboi Yūya; * 23. August 1999 in Miki, Präfektur Hyōgo) ist ein japanischer Fußballspieler.

## Karriere
Yūya Tsuboi erlernte das Fußballspielen in der Jugendmannschaft von Vissel Kōbe sowie in der Universitätsmannschaft der Chūō-Universität. Die Saison 2021 wurde er von der Universität an Vissel Kōbe ausgeliehen. Der Verein aus Kōbe, einer Stadt in der Präfektur Hyōgo, spielte in der ersten japanischen Liga. Hier kam er jedoch nicht zum Einsatz. Nach der Ausleihe wurde der Torwart am 1. Februar 2022 fest von Vissel unter Vertrag genommen. Sein Erstligadebüt gab Yūya Tsuboi am 29. Oktober 2022 (33. Spieltag) im Auswärtsspiel gegen Kawasaki Frontale. Hier stand er in der Startelf und stand die kompletten 90 Minuten zwischen den Pfosten. Kawasaki Frontale gewann das Spiel 2:1. Am Ende der Saison 2023 feierte er mit dem Verein die japanische Meisterschaft. Im Februar 2024 wechselte er auf Leihbasis zum ebenfalls in der ersten Liga spielenden Júbilo Iwata. Am Ende der Saison 2024 belegte er mit Júbilo den 18. Tabellenplatz und musste somit in die zweite Liga absteigen. Nach dem Abstieg verließ er den Verein und wechselte ebenfalls per Ausleihe zum Zweitligaaufsteiger RB Ōmiya Ardija.

## Erfolge
Vissel Kōbe
- Japanischer Meister: 2023